# Jekerkwartier
Le Jekerkwartier (en maastrichtois « jekerkerteer ») est un quartier dans le centre historique de Maastricht.

## Toponymie
Le quartier tient son nom du Geer, dont le nom néerlandais est Jeker, car c'est dans cet arrondissement que cette rivière se jette dans la Meuse.

## Géographie
Le Jekerkwartier est situé dans la partie sud du centre-ville de Maastricht et est aujourd'hui le Quartier-Latin de Maastricht. Le quartier est délimité par le Binnenstad et le Kommelkwartier dans le nord, le quartier de Biesland à l'ouest, les quartiers de Villapark et Jekerdal dans le sud et la Meuse à l'est.
La limite sud du quartier n'est pas la vieille muraille, mais la Prins Bisschopssingel (N278).

## Histoire
Le Jekerkwartier est historiquement divisée en trois parties, correspondant chacune à différentes périodes de la ville de Maastricht :
1. la partie nord du district, à l'intérieur du mur médiéval de la ville, est la partie la plus ancienne. Cette partie existait, d'après les fouilles archéologiques (y compris le site Mabro), à l'époque mérovingienne. Vers 1200, cette zone était déjà entourée d'un mur de terre. En 1229, le rempart de pierre existant fut construit.
2. la construction de la seconde enceinte médiévale de la ville (vers 1350) était la partie centrale du Jekerkwartier dans la ville. Du fait de la présence d'eau (le Geer) de nombreux tanneurs s'y installent.
3. après l'abolition de la forteresse de Maastricht en 1867, la partie sud du quartier s'est développée. Cette section est destinée à la création d'un parc et la construction de villas.

## Patrimoine
Le Jekerkwartier se compose essentiellement de maisons des XVIIe et XVIIIe siècles reposant souvent sur des fondations médiévales. Il repose largement sur le plan de la ville médiévale. Le quartier dispose d'un grand nombre de monuments, dont les plus importants sont :
- la vieille église franciscaine (Centre historique régional du Limbourg),
- nouvelle Nieuwenhofkapel  (utilisée par l'Université de Maastricht),
- le Faliezustersklooster, couvent de style mosan,
- le monastère Bonnefanten, datant du XVIIe siècle, aujourd'hui centre des visiteurs de l'Université de Maastricht,
- le monastère Grauwzusters, datant du XVIIe siècle, aujourd'hui le musée d'histoire naturelle de Maastricht,
- l'hospice Saint-Martin, datant de 1715, sur Grote Looiersstraat,
- l'église wallonne, datant du XVIIIe siècle,
- la Pesthuis des XVIIe et XVIIIe siècles,
- le Leeuwenmolen, moulin à eau des XVIe et XVIIIe siècles,
- le moulin de l'évêque, ancien moulin à eau,
- le mur médiéval de la ville, avec Helpoort (la Porte de l'enfer), l’Onze-Lieve-Vrouwewal, la Pater Vinktorentje, la Poort Waerachtig et les bastions Haet ende Nijt et De Vijf Koppen.

Dans la partie du quartier datant du XXe siècle, des projets de renouvellement urbain existent. Ces projets n'apportent cependant pas de rupture abrupte avec son environnement. En matière d'architecture moderne sont intéressants :
- l'Académie Jan van Eyck de l'architecte Frits Peutz,
- la salle de conférence de l'Université de Maastricht dans le jardin du monastère des Jésuites de Tongersestraat, conçu par Jo Coenen,
- l'extension souterraine du monastère franciscain Marc van Roosmalen,
- le Stayokay dans les locaux de l'ancien pavillon de la Meuse de Kees van Lamoen.

Le Stadpark est un exemple d'aménagement datant des XIXe et XXe siècles. À côté du Stadpark se trouve une petite partie du Villapark, qui se trouve dans un autre district.

## Caractéristiques
Le Jekerkwartier compte un grand nombre de services centraux et locaux. La partie ouest du district est connue comme le quartier étudiant. Un grand nombre de bâtiments de l'Université de Maastricht y sont établis, y compris la bibliothèque de l'université, la Faculté des Sciences économiques et le collège universitaire. L'Académie de théâtre de Maastricht, le Conservatoire de Maastricht et l'Académie Jan van Eyck sont situés dans la partie ouest du Jekerkwartier. En outre, cette partie du quartier compte de nombreuses résidences étudiantes, de pubs et de restaurants. Cette partie est connue comme le « quartier latin » de Maastricht.

## Galerie

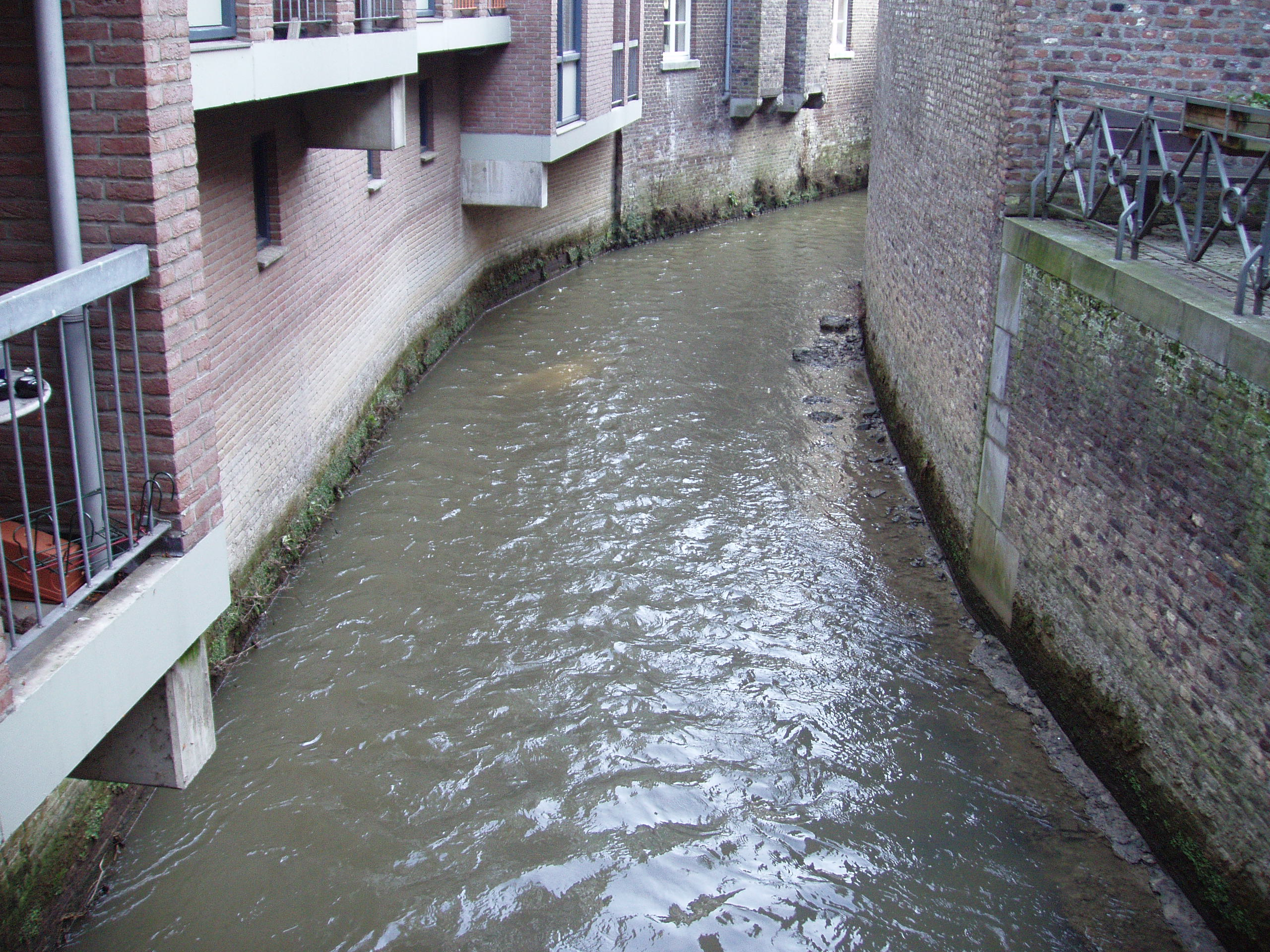
Le Geer près du Bisschopsmolen.
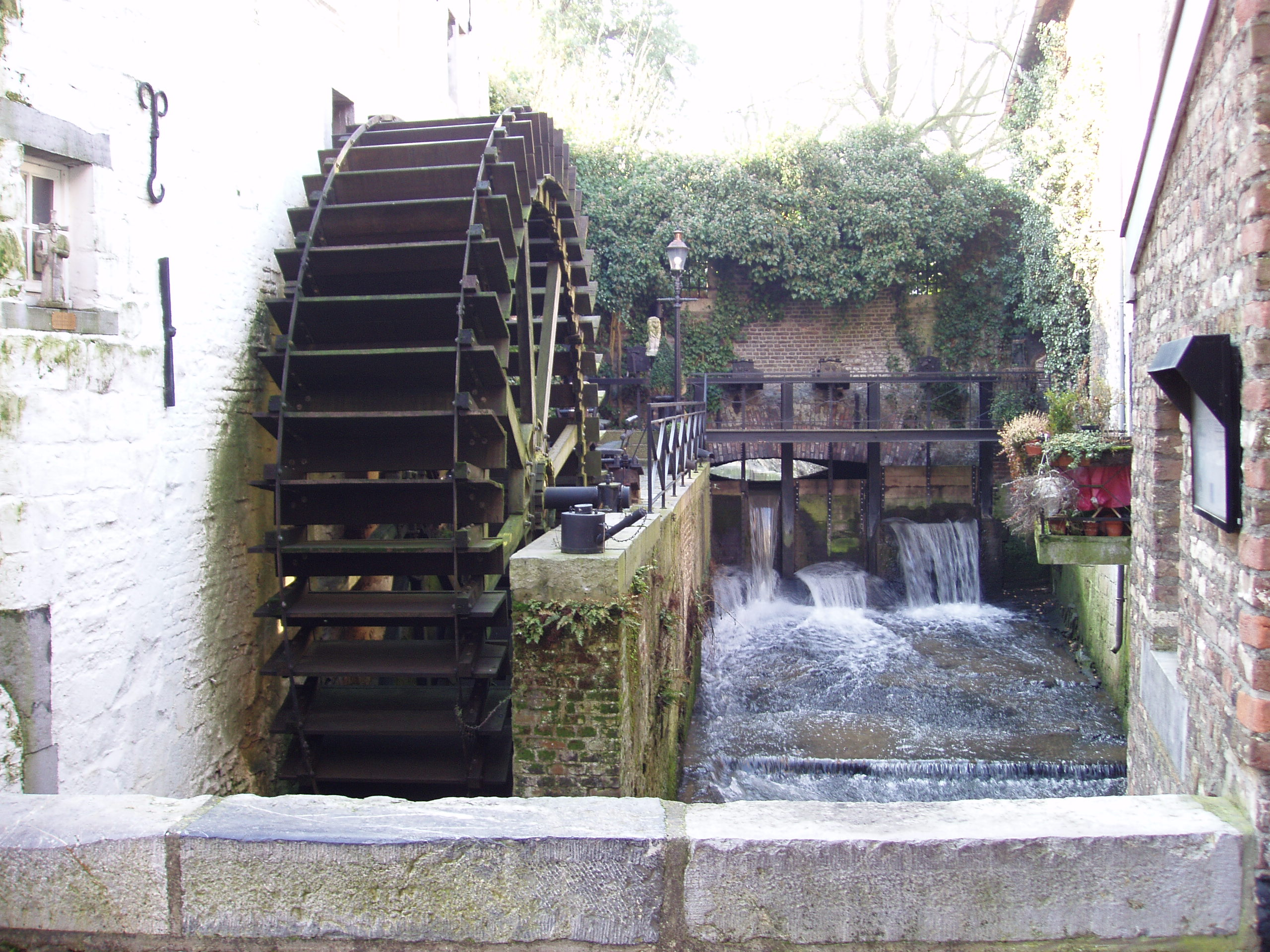
Le Leeuwenmolen.
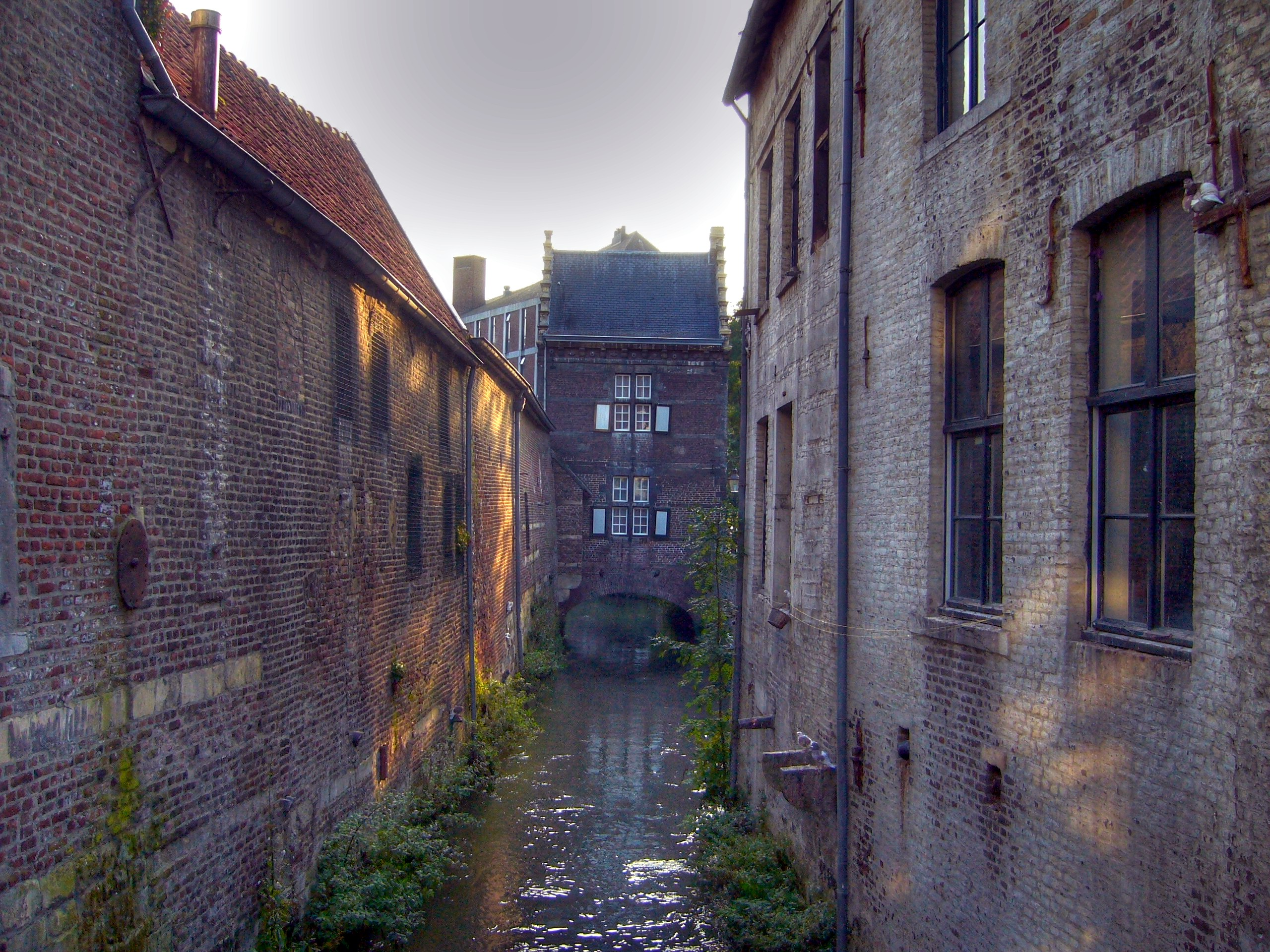
Maison sur le Geer.
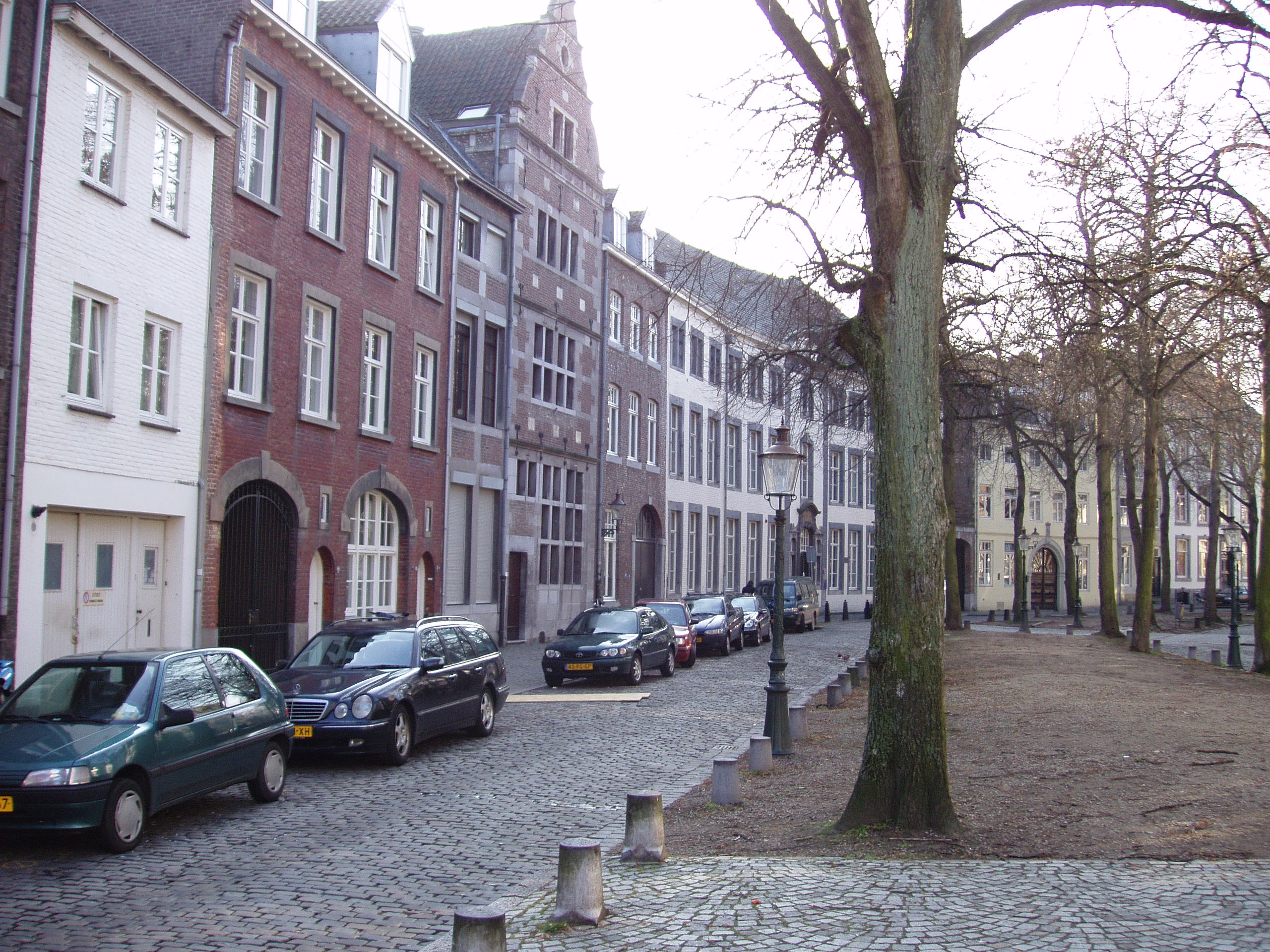
Grote Looiersstraat.
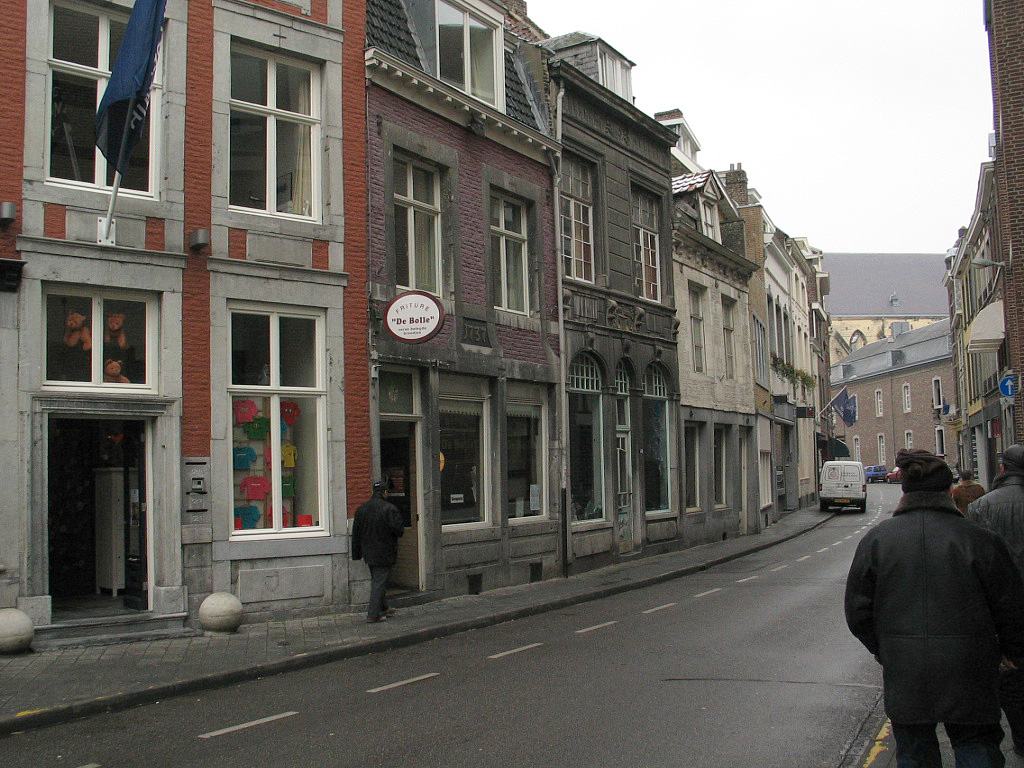
Sint Pieterstraat.
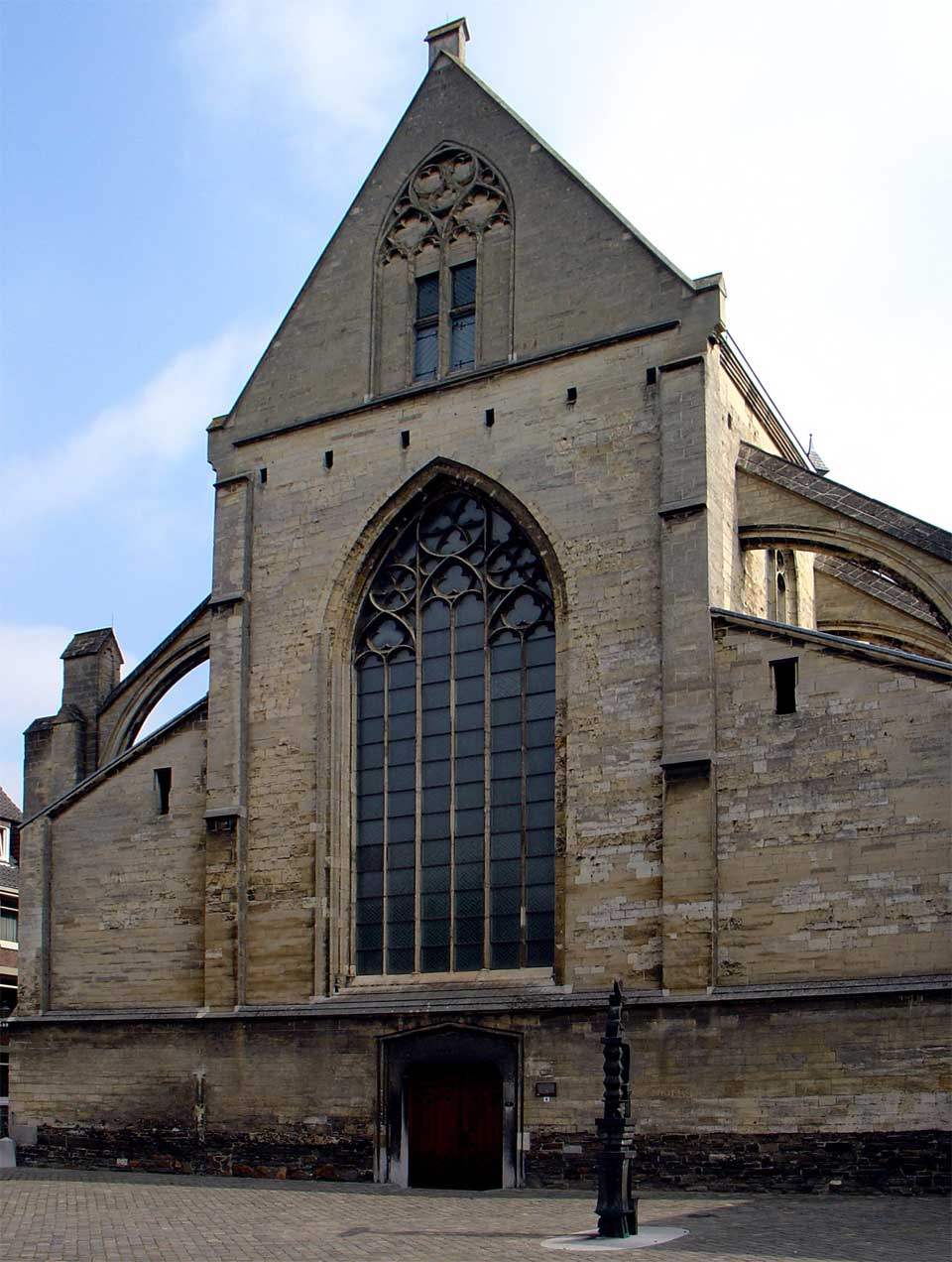
Oude Minderbroederskerk.
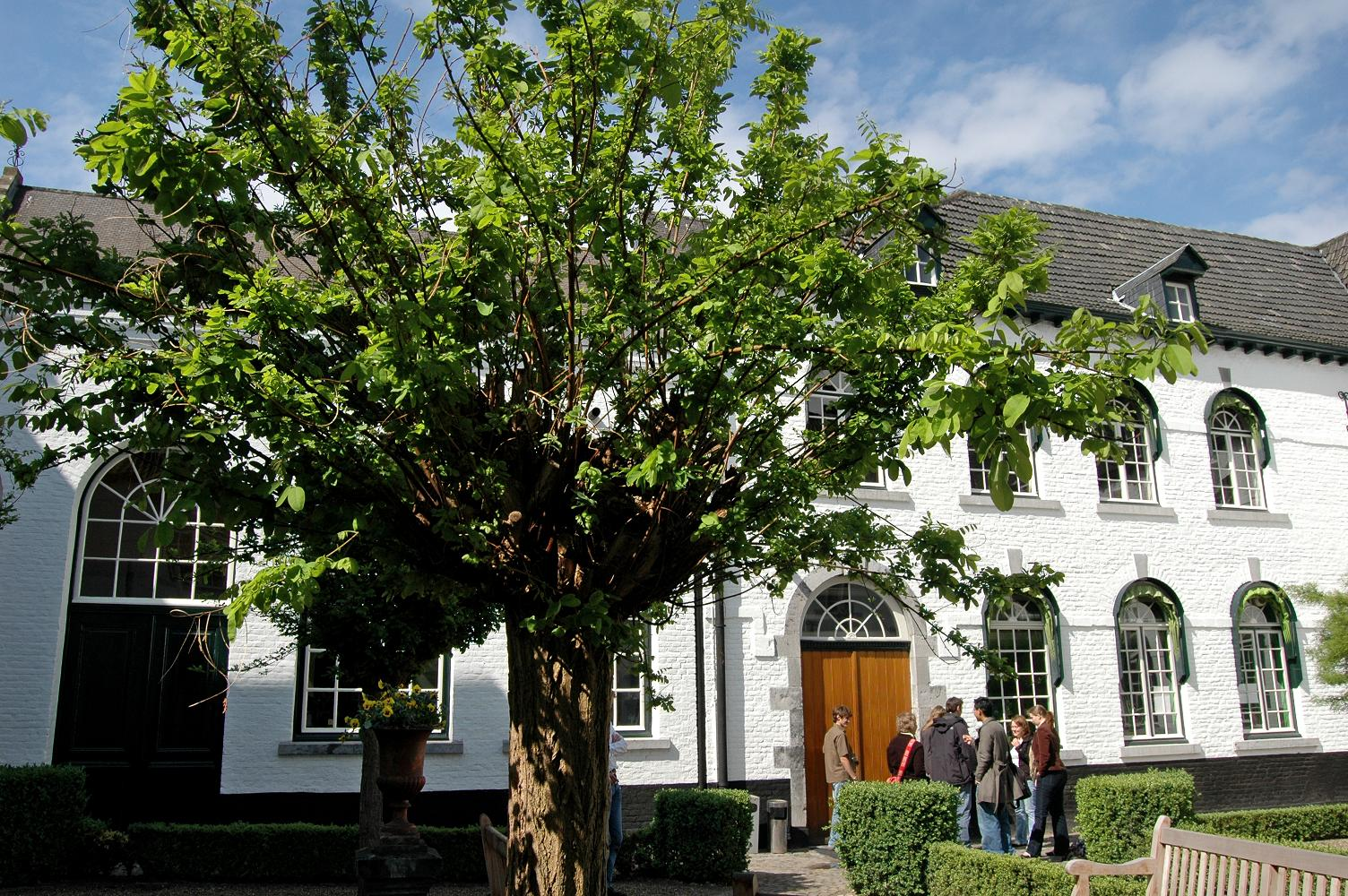
Nieuwenhofklooster
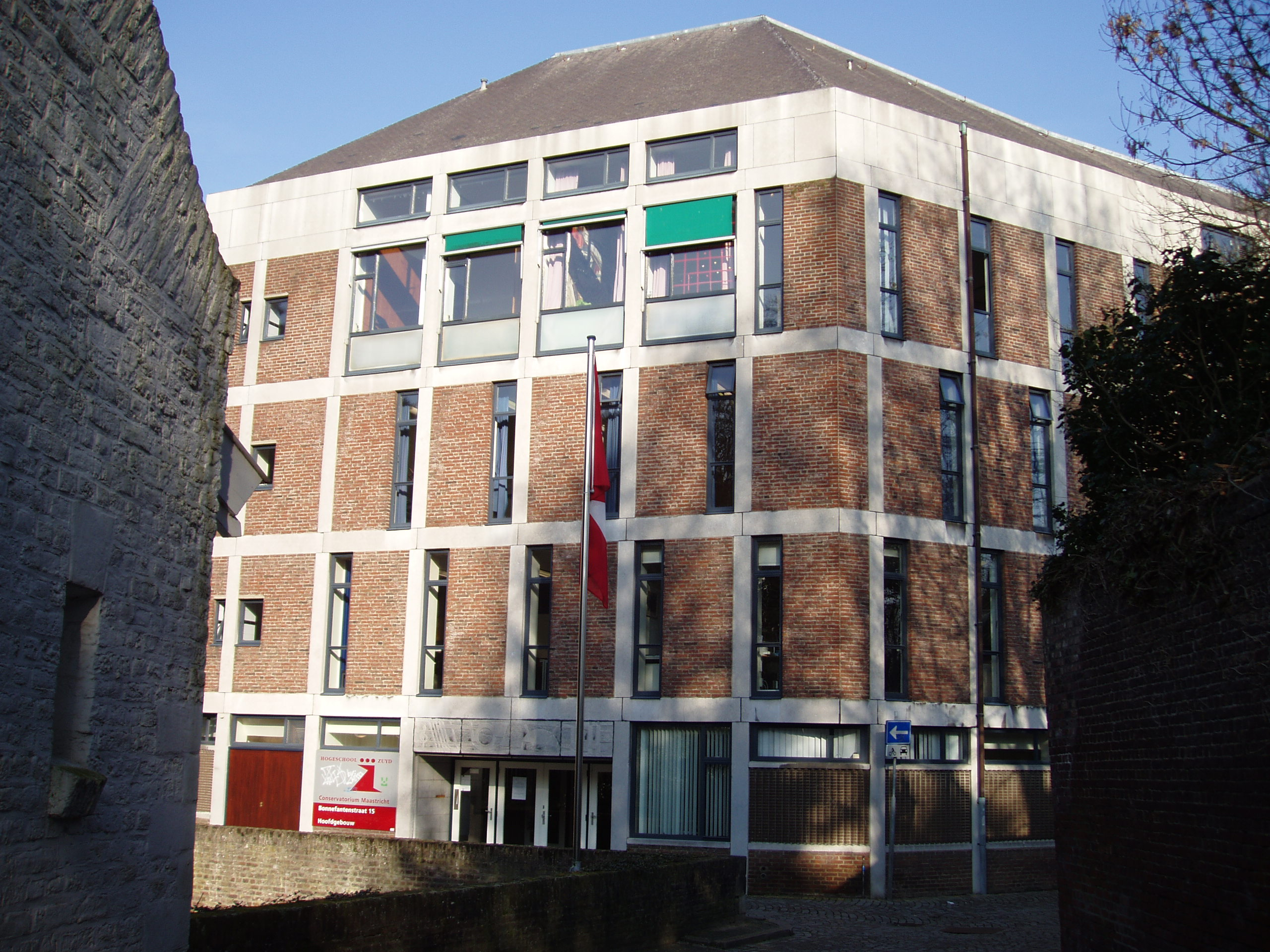
Conservatoire.
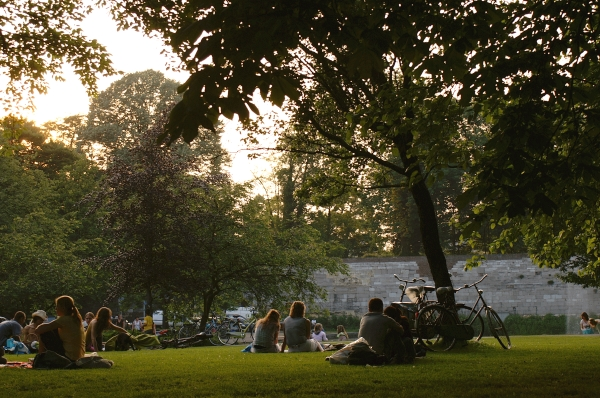
Parc municipal.
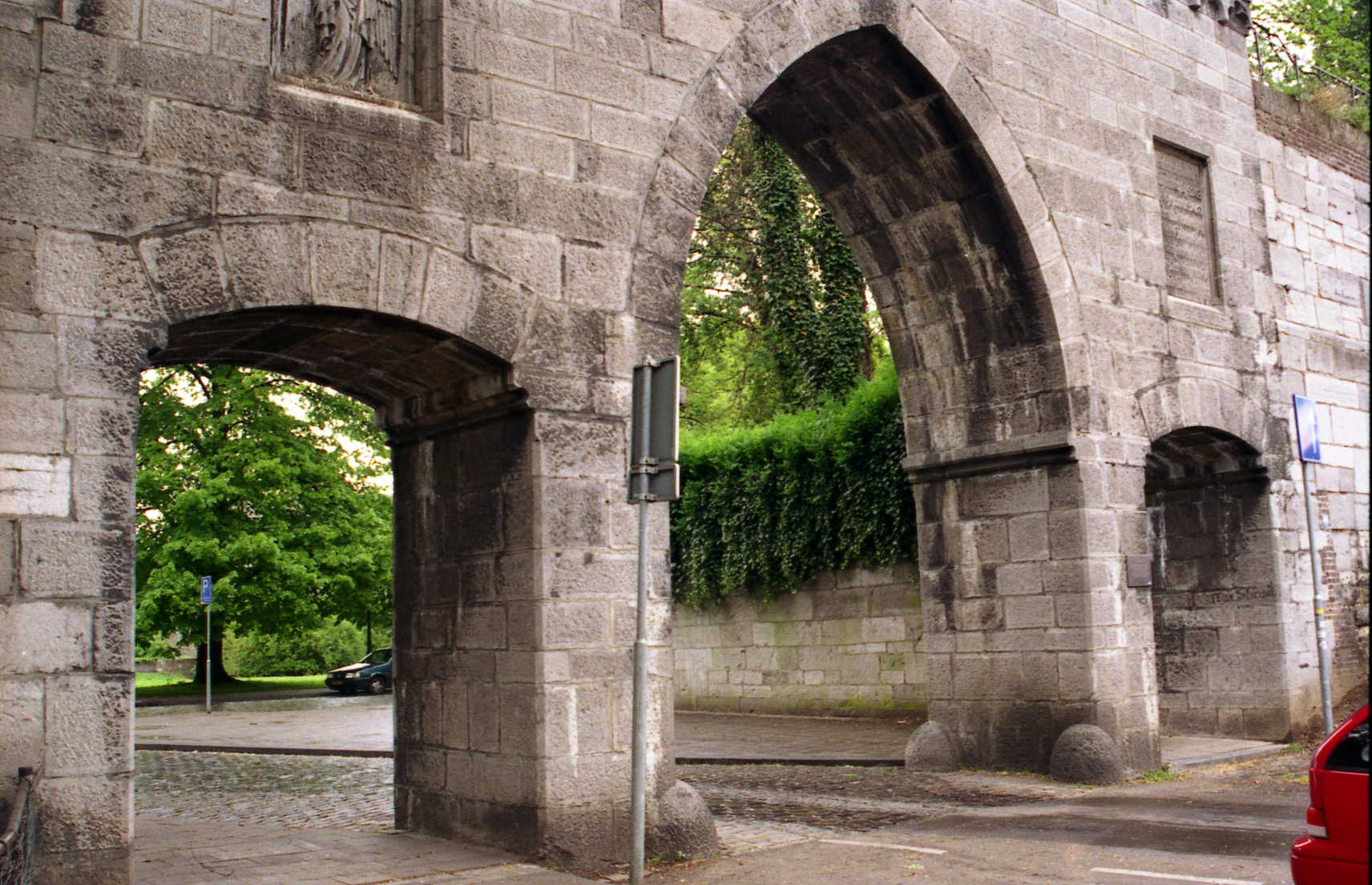
Porte Waerachtig.
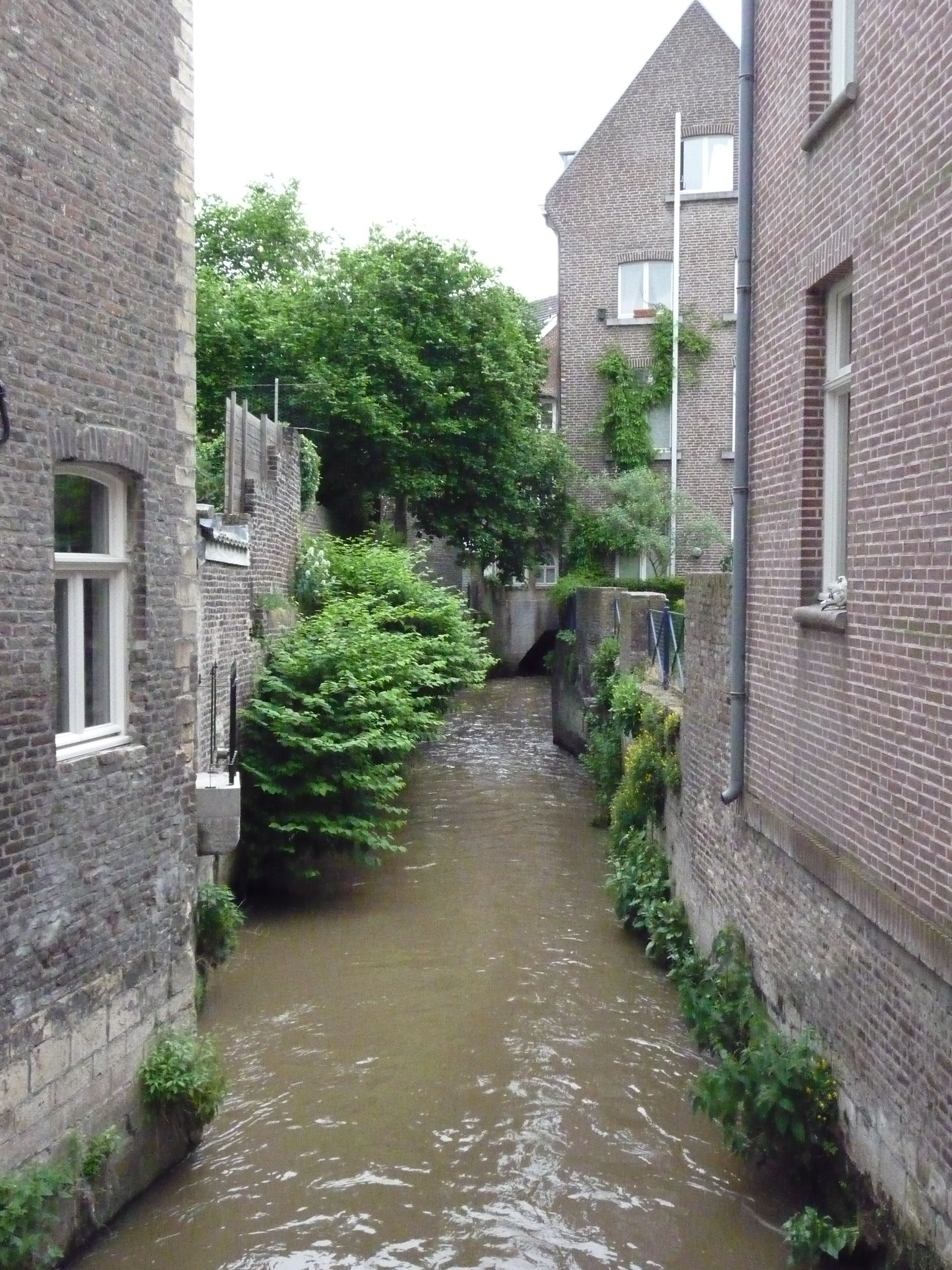
Le Geer dans le Jekerkwartier.
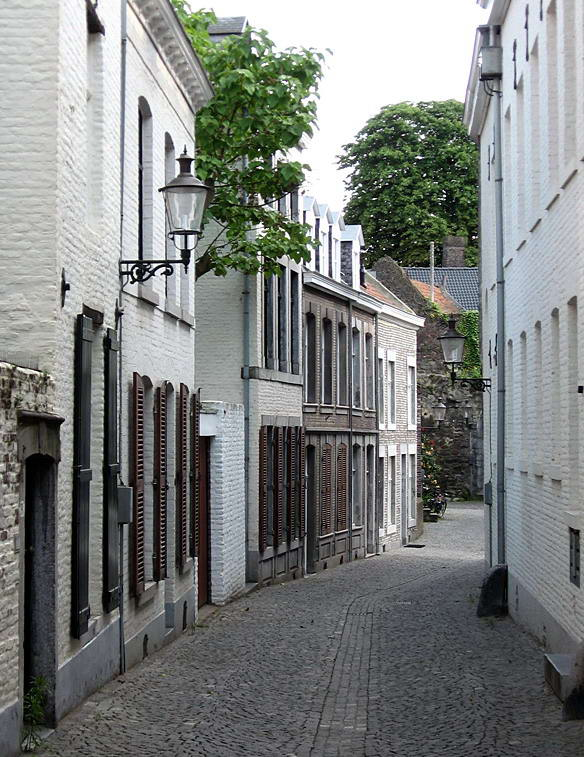
Rue typique.
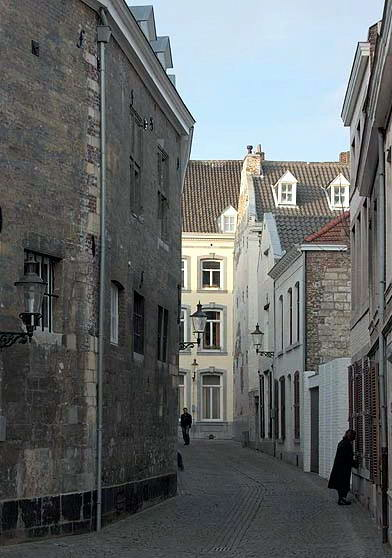
Autre rue typique.
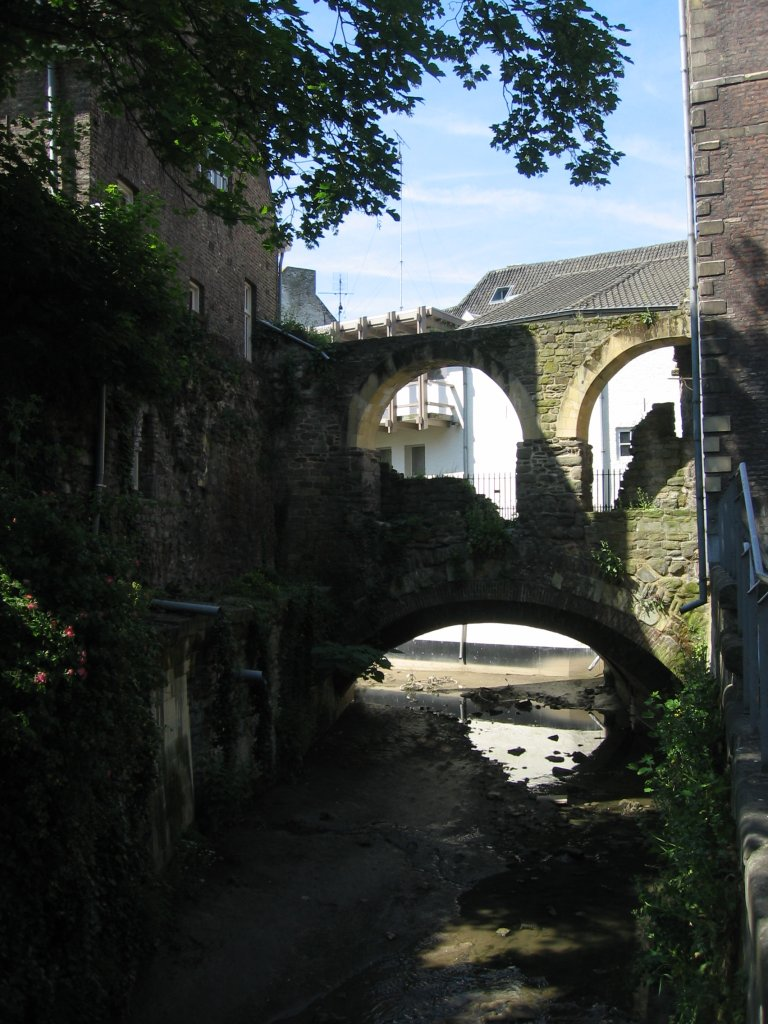
Le Geer à la hauteur de l’Ezelmarkt.

## Sources
- (nl) Cet article est partiellement ou en totalité issu de l’article de Wikipédia en néerlandais intitulé « Jekerkwartier » (voir la liste des auteurs).

## Compléments